# Axel Ekstedt
Carl Axel Ekstedt, född 2 april 1833 i Hille församling, Gävleborgs län, död 12 januari 1915 i Uppsala, var en svensk präst och politiker.  Han var svärfar till Albin Rune och morfar till Axel, Erik och Lars Rune.
Ekstedt blev student vid Uppsala universitet 1850 och avlade filosofie kandidatexamen där 1857. Han promoverades till filosofie magister samma år. Ekstedt avlade teologie kandidatexamen 1861 och prästvigdes samma år för Uppsala ärkestift. Han blev domkyrkovicepastor i Uppsala 1864. Ekstedt var 1870–1911 kyrkoherde i Skee församling av Göteborgs stift. Han var inspektor för Strömstads lägre allmänna läroverk från 1871 och preses vid prästmötet 1878. Ekstedt blev kontraktsprost 1884. Han promoverades till teologie doktor 1893 och till filosofie jubeldoktor 1907. Ekstedt var verksam som landstingsman. Som riksdagsman var han ledamot av första kammaren 1879–1881, invald i Göteborgs och Bohus läns valkrets. I riksdagen skrev han tre egna motioner om ombildning av domkapitlen, kyrkoråds rätt att förbjuda offentligt framträdande av villolärande predikant och om förbud mot export av ungskogsvirke.
Ekstedt blev ledamot av Nordstjärneorden 1887. Han är begraven på Uppsala gamla kyrkogård.